# Київ-12.04
Київ-12.04 — тролейбус, що випускався на Київському авіаційному заводі «Авіант» з 1999 по 2007 роки. Це скорочена версія Київ-12.03, випущено 2 екземпляри цього тролейбуса, по 1 у Києві та Алушті.

## Загальний опис

### Історія
Перший у незалежній Україні одиночний тролейбус мав назву Київ-11у. Ця модель випускалася у 55 екземплярах на КЗЕТ протягом 1991 — 1995 рр. Тролейбус мав суттєві недоліки тому із Києва він швидко зникнув. Нині зберігся лише один такий тролейбус, що працює у Чернігові як пересувна їдальня.
Після списання та передання до інших міст тролейбусів марок Київ-11 та Київ-11у, перед АНТК ім. О. К. Антонова поставили завдання удосконалити ці моделі. Плодом швидкої роботи став тролейбус Київ-12.00, у якому не усунули всі недоліки. З урахуванням помилок була створена модель Київ-12.01, що вийшла вдалішою і прослужила до 2013 р. А 1996 року із заводу «Авіант» вийшов перший тролейбус марки Київ-12.03. Пройшовши всі випробування, стало зрозуміло, що саме цей тролейбус повинен серійно виготовлятися, а позаяк, треба створити і його скорочений варіант. Перший Київ-12.04 з'явився на випробуваннях на вулицях Києва у 1999 р., а наступного року тролейбус був уже на балансі у тролейбусного депо №2. Випробування пройшли вдало, тролейбусом навіть зацікавились у Криму. Та на жаль модель не пішла у серійне виробництво, а останній екземпляр надійшов до Алушти лише у 2007 р.

## Технічні характеристики тролейбуса Київ-12.04
| Параметр                                                     | Значення для Київ-12.04                |
| ------------------------------------------------------------ | -------------------------------------- |
| Довжина, мм                                                  | 11550                                  |
| Ширина, мм                                                   | 2500                                   |
| Висота, мм                                                   | 3600                                   |
| Висота підлоги салону над рівнем дороги, мм                  | 800                                    |
| Мінімальний дорожній просвіт, мм                             | 180                                    |
| Кількість дверей                                             | 3 (2—2—2)                              |
| Пасажиромісткість, чол                                       | 111                                    |
| Сидячих місць, шт                                            | 21                                     |
| Споряджена маса тролейбуса, кг                               | 9300                                   |
| Максимальна технічна маса, кг                                | 16950                                  |
| Максимальне технічне навантаження на передню вісь, кг        | 7650                                   |
| Максимальне технічне навантаження на задню вісь, кг          | 10650                                  |
| Двигун                                                       | 9AL-2943 rN (Чехія)                    |
| Кількість двигунів, шт                                       | 1                                      |
| Потужність, кіловат                                          | 110                                    |
| Система керування                                            | тиристорно-імпульсна Skoda 3KTD3       |
| Ведучі мости                                                 | А-318.78-3300 виробництва фірми «RABA» |
| Максимально можливий підйом, який може подолати тролейбус, % | 15                                     |
| Максимальна швидкість, км/год                                | 60                                     |
| Розгін від 0 до 40 км/год, за, сек                           | ~20                                    |

## [1]Експлуатація
| Країна  | Місто  | Роки поставок | Кількість | Експлуатаційні номери |
| ------- | ------ | ------------- | --------- | --------------------- |
| Україна | Київ   | 2000          | 1         | 2601                  |
| Україна | Алушта | 2007          | 1         | 8200                  |